# Wasilis Papajeorgopulos
Wasilis Papajeorgopulos (gr. Βασίλης Παπαγεωργόπουλος, ur. 27 czerwca 1947 w Salonikach) – grecki polityk, były burmistrz Salonik, w młodości lekkoatleta, sprinter, medalista mistrzostw Europy z 1971 i dwukrotny olimpijczyk.
Wystąpił na mistrzostwach Europy w 1969 w Atenach, gdzie odpadł w eliminacjach biegu na 100 metrów oraz sztafety 4 × 100 metrów. Zajął 5. miejsce w biegu na 60 metrów na halowych mistrzostwach Europy w 1971 w Sofii.
Zdobył brązowy medal w biegu na 100 metrów na mistrzostwach Europy w 1971 w Helsinkach, przegrywając jedynie z Wałerijem Borzowem ze Związku Radzieckiego i Gerhardem Wuchererem z RFN. Zwyciężył w tej konkurencji na igrzyskach śródziemnomorskich w 1971 w Izmirze.
Zdobył brązowy medal w biegu na 50 metrów na halowych mistrzostwach Europy w 1972 w Grenoble, przegrywając tylko z Borzowem i innym zawodnikiem radzieckim Aleksandrem Kornielukiem. 3 czerwca 1972 w Bratysławie wyrównał rekord Europy na dystansie 100 metrów czasem 10,0 s. Na igrzyskach olimpijskich w 1972 w Monachium odpadł w ćwierćfinale biegu na 100 metrów.
Zajął 8. miejsce w biegu na 60 metrów na halowych mistrzostwach Europy w 1974 w Göteborgu. Odpadł w półfinale biegu na 100 metrów na mistrzostwach Europy w 1974 w Rzymie. Zdobył srebrny medal na tym dystansie na igrzyskach śródziemnomorskich w 1975 w Algierze (pokonał go Pietro Mennea).
Zdobył srebrny medal w biegu na 60 metrów na halowych mistrzostwach Europy w 1976 w Monachium (szybszy od niego był tylko Wałerij Borzow). Odpadł w eliminacjach biegu na 100 metrów na igrzyskach olimpijskich w 1976 w Montrealu.
W latach 1971–1975 zwyciężał w biegu na 100 metrów w mistrzostwach krajów bałkańskich, a w 1971 i 1972 triumfował również w biegu na 200 metrów.
Wielokrotnie poprawiał rekordy Grecji w biegu na 100 metrów do czasu 10,0 s (pomiar ręczny, 3 czerwca 1972 w Bratysławie) i 10,23 s (pomiar automatyczny, 4 sierpnia 1972 w Izmirze) i w sztafecie 4 × 100 metrów do wyniku 40,02 (2 sierpnia 1974 w Sofii). Był również rekordzistą Grecji  w biegu na 200 metrów z czasem 21,27 s (5 września 1971 w Zagrzebiu).
Później został politykiem. Od 1981 do 1998 był posłem do parlamentu Grecji z okręgu Saloniki z listy partii Nowa Demokracja. W latach 90. był wiceministrem kultury odpowiedzialnym za sport. Zrezygnował z mandatu posła, gdy został wybrany burmistrzem Salonik. Sprawował ten urząd od 1 stycznia 1999 do 31 grudnia 2010. W 2013 został oskarżony o defraudację 17,9 miliona euro i skazany na dożywotnie więzienie. Sąd apelacyjny złagodził karę do 20 lat więzienia. Został zwolniony w 2015 ze względu na stan zdrowia. W 2018 został ponownie skazany, tym razem na 8 lat więzienia za pranie pieniędzy.